# Dawid Szmulewicz’ murstenshus
Dawid Szmulewicz’ murstenshus (polsk Kamienica Dawida Szmulewicza) ligger ved Piotrkowska-gaden 37 i Łódź.
På grunden, som i 1887 tilhørte Icek Lejb Kon, stod oprindeligt en enetages bygning med to tilbygninger. I 1894 blev den overtaget af Dawid Szmulewicz, som bestemte sig for, at bygge et nyt murstenshus i art nouveau efter tegninger af Gustaw Landau-Gutenteger. Bygningen stod færdig i 1904.
Murstenshuset har fem etager og en rektangulær grundplan. På facaden findes et tre etager højt karnap som ender i en loggia dækket af en kuppel. Den er ellers udsmykket med blade, striber, løvehoveder og kvindemasker (maskaroner). Trappeopgangene er pyntet med stukkatur. Murstenshusets indre er bevaret i sin oprindelige form, med undtagelse af stueetagen som er blevet bygget om.
Bygningen har to, tre etager høje tilbygninger i vestlig retning. De står skråt i forhold til Piotrkowska-gaden på grund af den oprindelige matrikelinddeling fra 1820'erne.
51°46′17.81″N 19°27′20.13″Ø / 51.7716139°N 19.4555917°Ø